# Eugène Grasset
Eugène Samuel Grasset (Losanna, 25 maggio 1841 – Sceaux, 23 ottobre 1917) è stato un pittore, incisore, pubblicitario e grafico francese di origine svizzera.
È considerato uno dei pionieri del Liberty.

## Biografia
Grasset studiava architettura al Politecnico di Zurigo. Nel 1871 si trasferisce a Parigi dove, influenzato da Simbolismo, Preraffaelliti e dallo stile di Gustave Doré e Eugène Viollet-le-Duc, svolge varie attività inerenti alla grafica e le arti applicate.

È cartellonista pubblicitario: tra i manifesti più celebri vi sono quello per l'Opéra (1886), per Jeanne D'Arc interpretato da Sarah Bernhardt (1890), per l'inchiostro Marquet (1892), nonché quello per l'esposizione dei propri lavori al Salons des Cents di Parigi (1894).

È illustratore: il lavoro più importante è rappresentato dalle tavole per l'Histoire des quatre fils Aymons del 1883. Qui Grasset riesce a fondere testo e immagini, rinnovando di fatto l'estetica del libro illustrato.

È inoltre disegnatore di copertine (dizionario Nouveau Larousse Illustré della fine dell'Ottocento), fregi tipografici, iniziali dell'alfabeto, francobolli, mobili, tessuti, gioielli, e cartoni per mosaici e vetrate (Cattedrale di Orléans e Chiesa di Saint-Étienne a Briare).

In particolare, nel 1898, progetta un carattere tipografico di tipo calligrafico per la fonderia Deberny & Peignot che prende il suo nome (Grasset, appunto).

Fu suo allievo e collaboratore il pittore André Eugène Costilhes (1865-1940).
Per via del suo stile egli viene talvolta paragonato al britannico Walter Crane.

## Galleria d'immagini

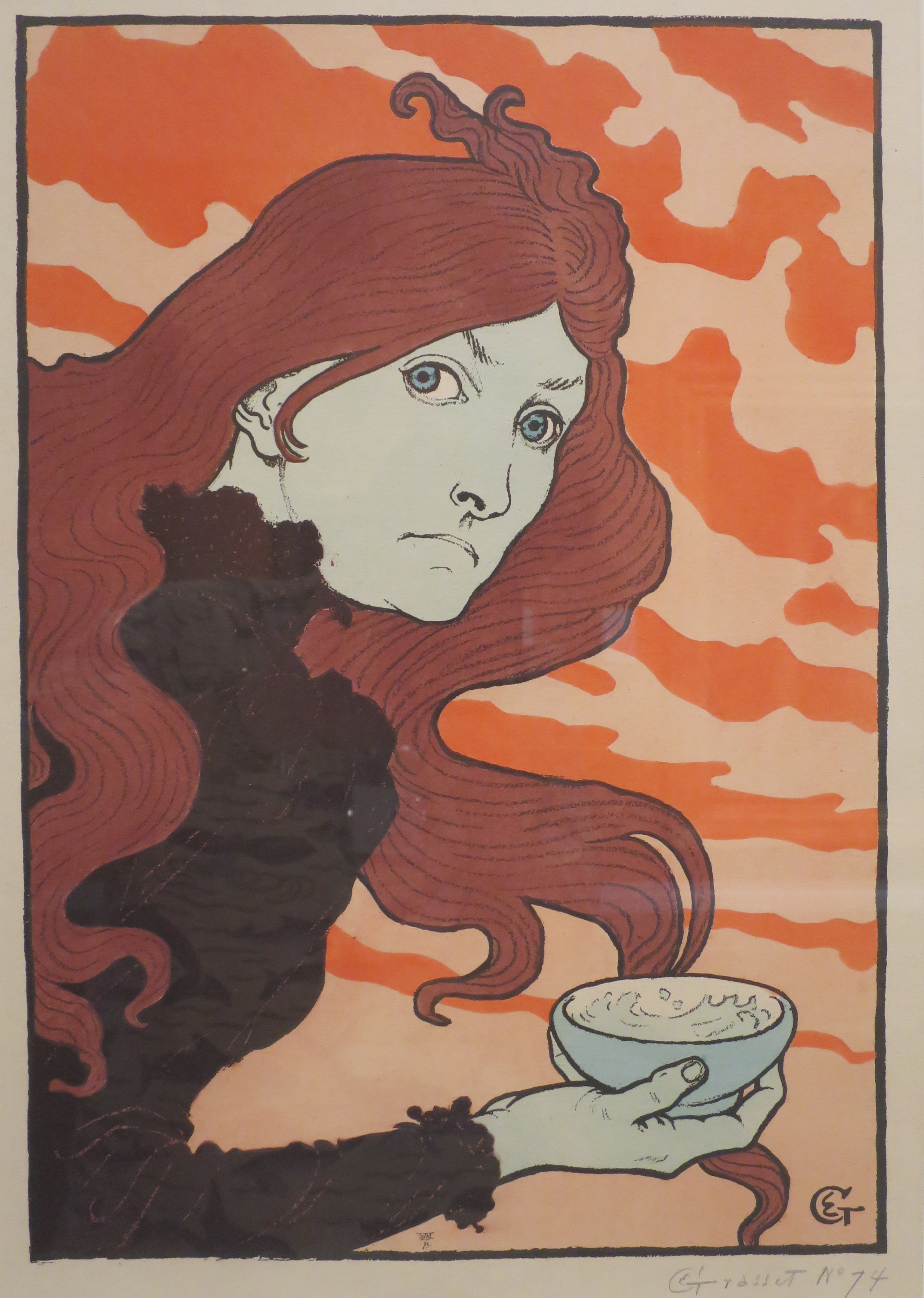
La ragazza col vetriolo
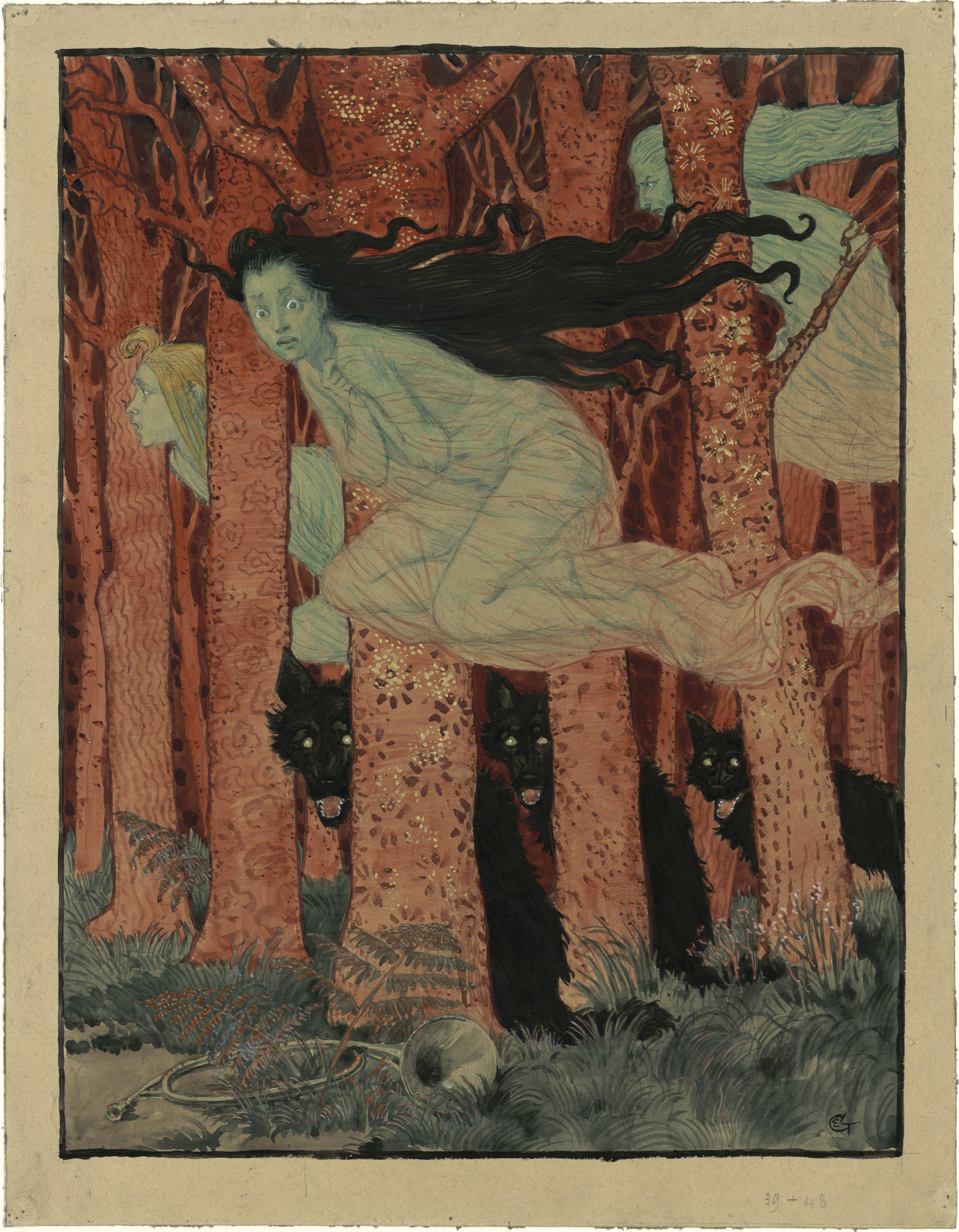
Tre donne e tre lupi
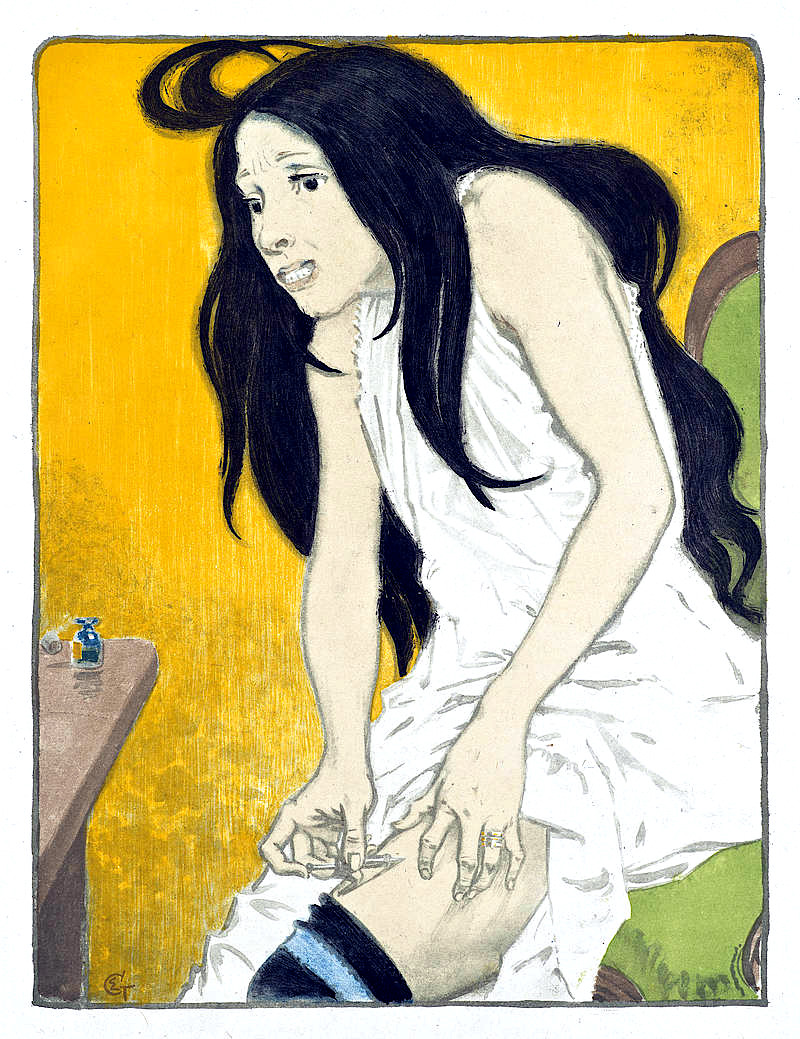
La morfinomane
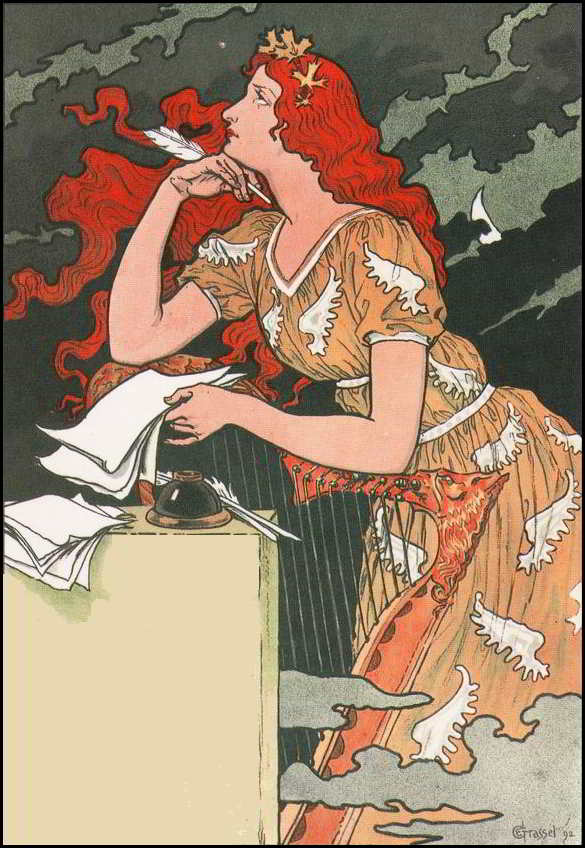
Poster
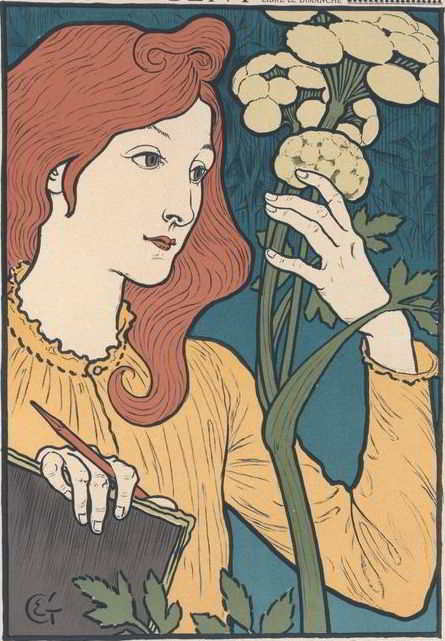
Poster